# Prieuré de Sion
Le Prieuré de Sion est une association fondée et dissoute en 1956 en France par Pierre Plantard dans une tentative infructueuse de créer un ordre néo-chevaleresque. Au cours des années 1960, Plantard avance que son ordre est le dernier front d'une société secrète prétendument fondée par le chevalier croisé Godefroy de Bouillon en 1099, sur les lieux de l'actuel monastère de l'abbaye de la Dormition de Jérusalem (à l'époque dans le royaume de Jérusalem) situé sur le mont Sion. Cette abbaye rétablit la tradition monastique d'une basilique du Ve siècle qui tomba en ruine après la défaite des Croisés en 1291.
Plantard affirme être à la fois le « Grand Monarque » prophétisé par Nostradamus et un prétendant mérovingien, et qu'en outre le Prieuré de Sion s'était engagé au fil des siècles dans une conspiration pour installer une lignée secrète de la dynastie mérovingienne sur les trônes de France et d'Europe.
Les prétentions de Plantard n'ont pas résisté longtemps à l'analyse des historiens et se sont révélées être une mystification dont les prétendues preuves ont été fabriquées de toutes pièces par Plantard et par d'autres membres de l'association. Plantard finit lui-même par admettre ultérieurement la supercherie.
À la surprise de Plantard, ses revendications ont été assimilées avec le thème de la descendance de Jésus de Nazareth et de Marie Madeleine, popularisé en 1982 par les auteurs du livre The Holy Blood and the Holy Grail dont les conclusions sont ensuite reprises, en 2003, par Dan Brown dans son roman Da Vinci Code.

## Histoire d'une mystification

### Fondation du Prieuré de Sion

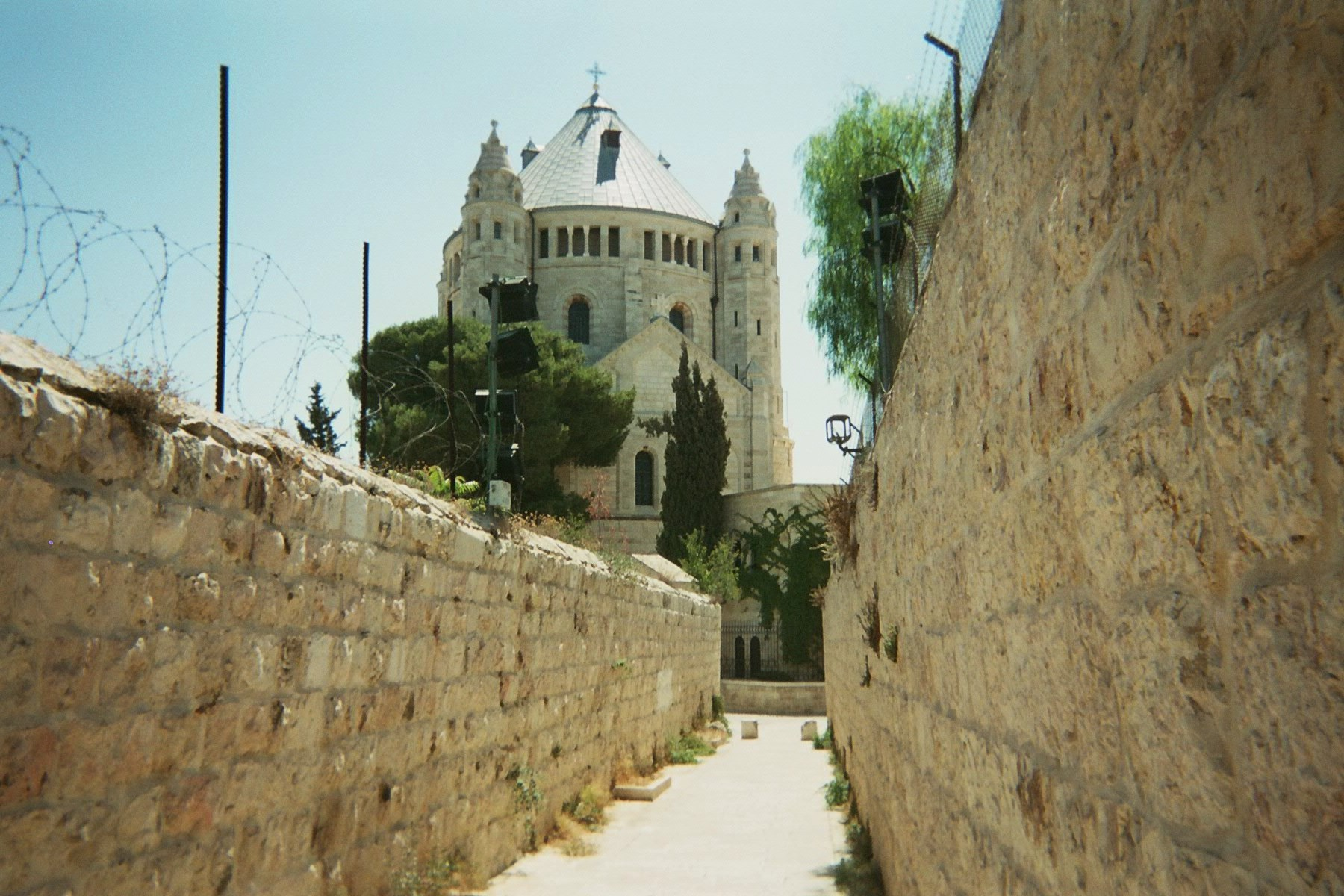
Abbaye de la Dormition sur le Mont Sion à Jérusalem.

Le Prieuré de Sion a été fondé dans la ville d'Annemasse en 1956  en tant qu'association sous le régime de la loi de 1901. Bien que les statuts et les documents d'enregistrement soient datés du 7 mai 1956, l'enregistrement a eu lieu auprès du représentant de la sous-préfecture de Saint-Julien-en-Genevois le 25 juin 1956 et a été publié au Journal officiel de la République française le 20 juillet 1956,.
Le siège social du Prieuré de Sion et son journal Circuit étaient basés dans l'appartement de Plantard, dans un bloc de logement social construit en 1956,.
Les fondateurs et signataires sont pour certains inscrits sous leurs vrais noms, les autres faisant usage d'un pseudonyme. André Bonhomme (Stanis Bellas) en était le président, Jean Deleval le vice-président, Pierre Plantard (Chyren) le secrétaire général et Armand Defago le trésorier,. Circuit mentionne également Plantard  en tant que président de l'Association des locataires d'Annemasse.
Le nom de « Sion » s'inspire de celui d'une colline au sud d'Annemasse connue sous le nom de « Mont Sion », où les fondateurs du Prieuré de Sion avaient l'intention d'établir un centre de retraite spirituelle.
L'objectif du Prieuré de Sion était résumé par la devise « Chevalerie d'Institutions et Règles Catholiques d'Union Indépendante et Traditionaliste » dont l'acronyme est CIRCUIT,. Cet acronyme est en sous-titre de l'association et aussi le nom du bulletin ronéotypé de l'association.
Les statuts de l'association expriment l'objectif de créer un ordre de chevalerie catholique traditionaliste. L'article 7 indique que ses membres devaient avoir l'espérance « de réaliser de bonnes actions pour aider l'Église catholique romaine, enseigner la vérité, défendre les faibles et les opprimés »,.
Vers la fin de l'année 1956, l'Association avait prévu de passer des partenariats avec l'Église catholique locale, dont un service de bus scolaire géré par le prieuré de Sion et par l'église Saint-Joseph d'Annemasse.
La majeure partie des activités du Prieuré de Sion n'a aucun rapport avec les objectifs tels que décrits dans ses statuts,. Circuit, le journal officiel du Prieuré de Sion, est décrit comme le « bulletin d'information & défense des droits & de la liberté des foyers H.L.M. », et non comme assurant le travail de bienfaisance inspiré par la chevalerie,. Le premier numéro de la revue est daté du 27 mai 1956 et, au total, douze numéros sont parus. Certains articles prennent des positions politiques dans le cadres de l'élection du Conseil municipal. Dans d'autres numéros figurent des critiques et des attaques à l'encontre des promoteurs immobiliers d'Annemasse.
L'association a été dans les faits dissoute peu de temps après en octobre 1956, sans jamais l'être officiellement. Plantard a tenté de la faire revivre sous différents motifs entre 1961 et 1993. L'association du Prieuré de Sion est considérée par la préfecture comme étant en sommeil et n'a pas d'activité depuis 1956.
André Bonhomme n'a joué aucun rôle dans l'association après 1956. Il en a officiellement démissionné en 1973 lorsqu'il a appris que Plantard utilisait son nom dans ses tentatives de faire revivre le Prieuré de Sion. Depuis la mort de Plantard, en 2000, plus personne n'a le droit d'utiliser le nom de Prieuré de Sion.

### Mystification
Après avoir attiré l'attention du public de la fin des années 1960 jusqu'aux années 1980, l'histoire mythique du Prieuré de Sion s'est avérée être une mystification élaborée sous la forme d'un puzzle ésotérique, créée par Plantard. Les éléments de preuve, présentés à l'appui de l'existence et de l'activité du Prieuré de Sion avant 1956, tels que les soi-disant Dossiers secrets d'Henri Lobineau, ont en réalité été créés et disséminés à divers endroits en France par Plantard et par ses complices.
Bien que les affirmations du Prieuré de Sion aient été démystifiées de manière exhaustive par des journalistes et par des érudits comme l'une des plus grandes falsifications littéraires en français, de nombreux théoriciens du complot persistent à croire que le Prieuré de Sion était une cabale millénaire dissimulant un secret subversif religieux. Quelques chercheurs indépendants, en dehors des universitaires, affirment, sur la base d'informations d'initiés, invérifiables, que le Prieuré de Sion subsisterait toujours en tant que société secrète conspiratrice,,,,.
Certains sceptiques expriment leur inquiétude, du fait de l'accumulation et de la popularité des livres pseudohistoriques, des sites web conspirationnistes et des films inspirés par la mystification du Prieuré de Sion, lesquels propagent des théories du complot auprès du grand public. D'autres sont troublés par la façon dont ces œuvres romancent des idéologies antisémites.

### Les affabulations de Plantard

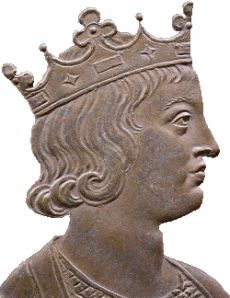
Portrait de Dagobert II.
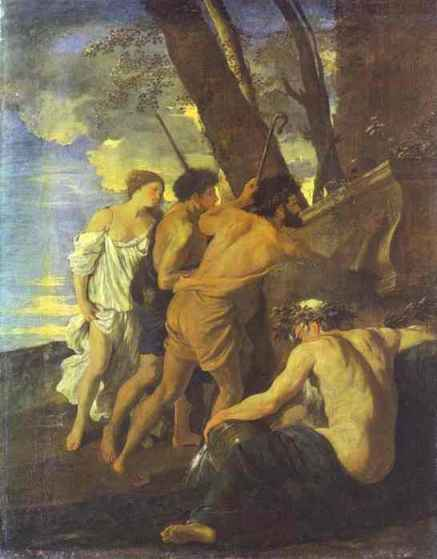
Première version de Les Bergers d'Arcadie de Nicolas Poussin en 1627.
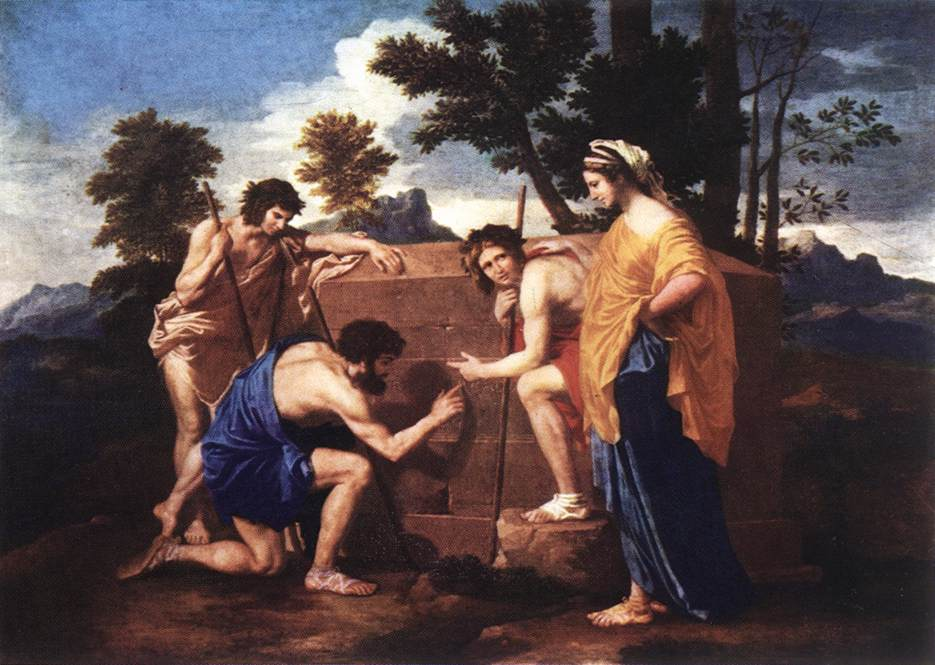
Seconde version de Les Bergers d'Arcadie de Nicolas Poussin en 1637.
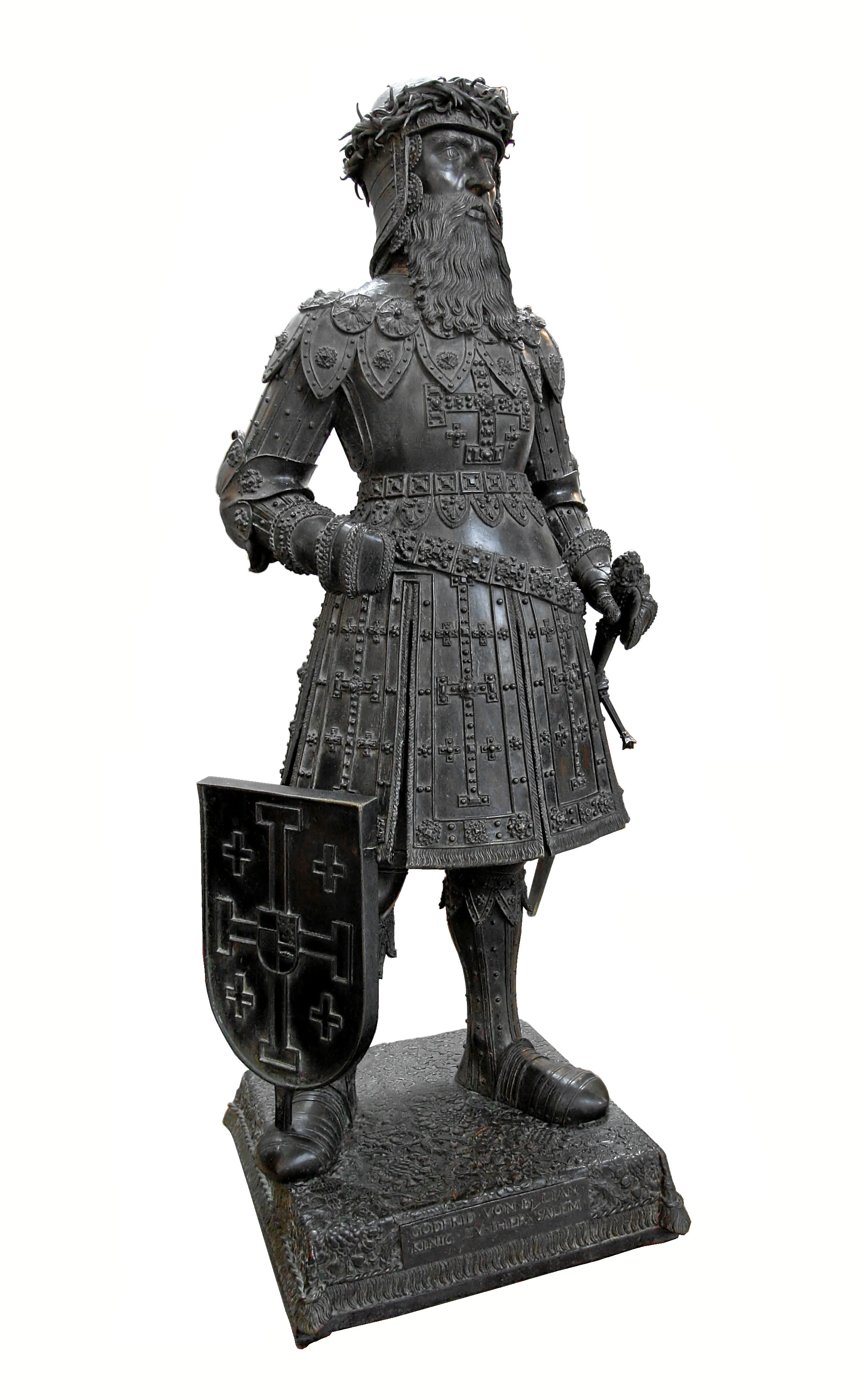
Statue de Godefroy de Bouillon.
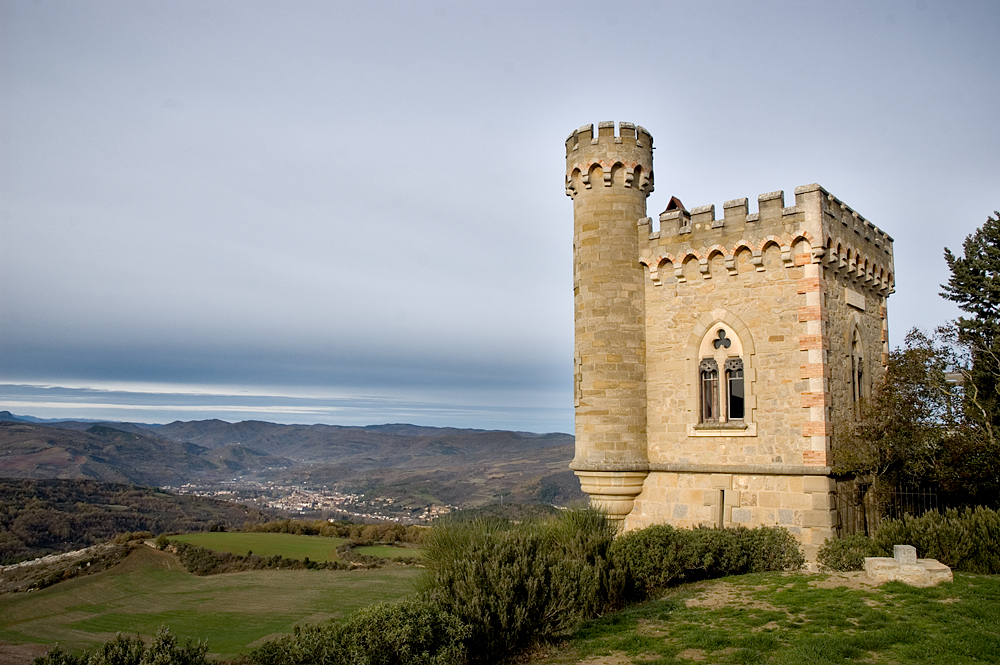
La tour Magdala à Rennes-le-Château.
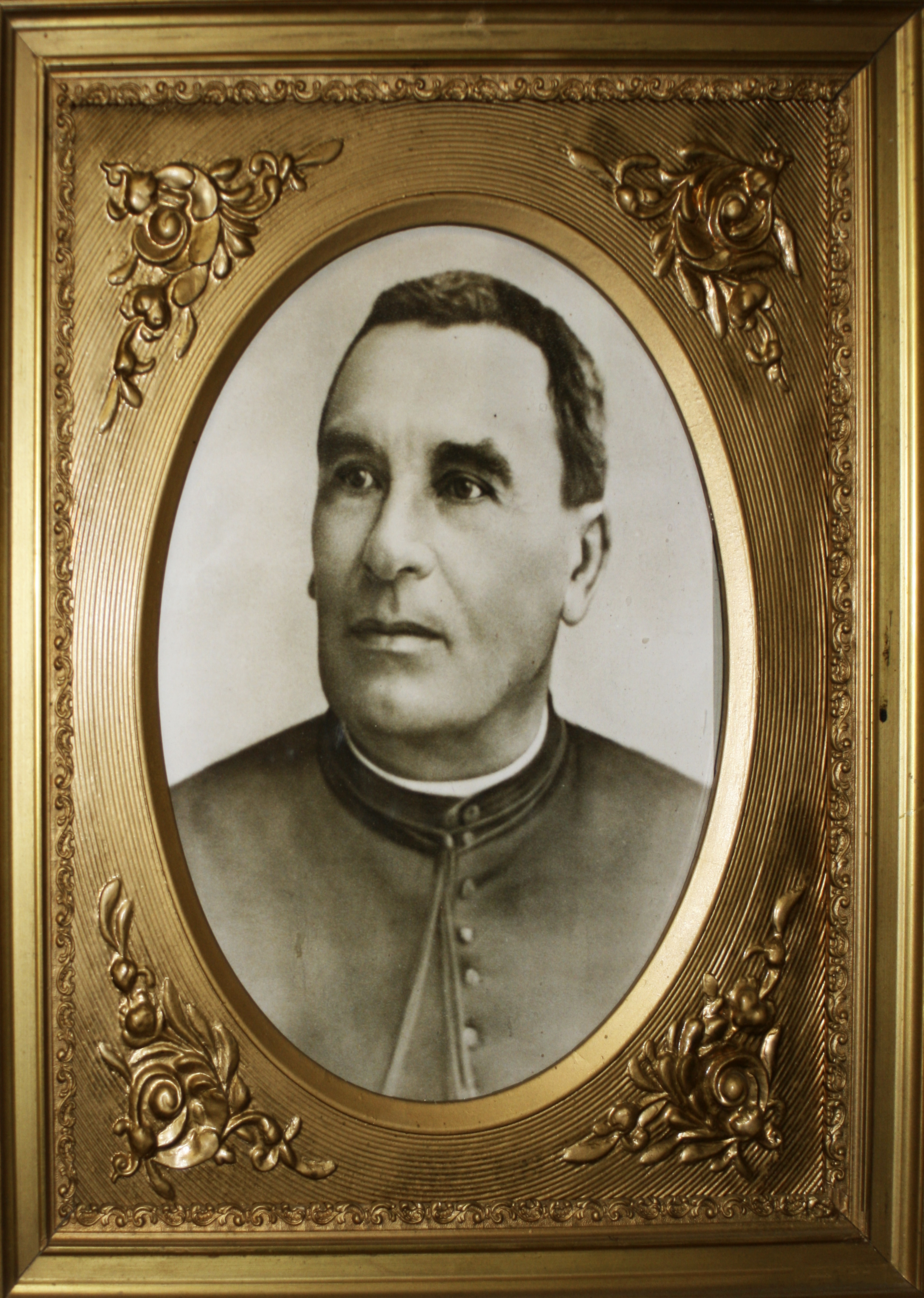
L'abbé Saunière.

Pierre Plantard imaginait le Prieuré de Sion comme un ordre de chevalerie chrétien ésotérique dont les membres seraient des personnes influentes dans les domaines de la finance, de la politique et de la philosophie, et dévoué à l'arrivée du « Grand Monarque » sur le trône de France.
En 1957 Plantard abandonne le Prieuré de Sion (première formule), le journal Circuit, le projet de maison sur le mont Sion à Annemasse et la collaboration avec l’Église catholique pour se consacrer à sa prétendue ascendance personnelle mérovingienne et à l'avènement du « Grand Monarque ».
En 1960, Plantard a été marqué par l'histoire de Dagobert II parue dans un magazine Les Cahiers de l'histoire, un roi mérovingien assassiné au VIIe siècle. Il a également adopté Et in Arcadia ego, titre de deux peintures de Nicolas Poussin (en français Les Bergers d'Arcadie), comme la devise de sa famille et du Prieuré de Sion, parce que la tombe qui apparaît dans ces peintures ressemblait à une autre dans la région du Razès près de Rennes-le-Château. Il fera de cette tombe un symbole pour ses revendications dynastiques,.
À partir de 1961, Plantard met au point une histoire mythique pour le Prieuré de Sion affirmant qu'il s'agissait d'un vénérable ordre religieux catholique logé à l'abbaye de Notre-Dame du mont Sion qui avait été fondée par Godefroy de Bouillon dans le royaume de Jérusalem lors de la première croisade en 1099. Il s'agit ici d'une première erreur historique. Le prieuré est une abbaye, l'abbaye date de 415, liée à la basilique Hagia Maria Sion (Sainte-Marie de Sion) tombée en ruines après la défaite des Croisés en Terre sainte puis reconstruite de 1900 à 1910.
Entre 1964 et 1967, Plantard et son ami Philippe de Chérisey créèrent des supposées preuves pour donner de la crédibilité à la lignée et à l'origine inventées. Ils déposèrent à la Bibliothèque nationale de France une série de faux documents dont le plus célèbre d'entre-eux est intitulé Dossiers secrets d'Henri Lobineau.
Plantard va ensuite se servir de la popularité de Bérenger Saunière et du soi-disant trésor de Rennes-le-Château pour attirer l'attention sur ces faux documents déposés à la BnF. Il fait appel à Gérard de Sède avec qui il avait déjà travaillé, en 1962, sur Les Templiers sont parmi nous : L'Énigme de Gisors. Il l'aide, en 1967, à réécrire un livre basé sur son manuscrit jamais publié et les documents de la BnF, L'Or de Rennes : La Vie Insolite De Bérenger Saunière curé de Rennes-le-Château qui fut un vrai succès populaire.

#### Grands maîtres allégués

Blason de l'ordre du Temple.
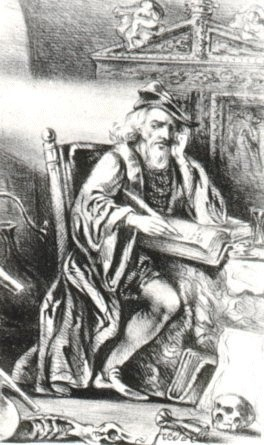
Nicolas Flamel.
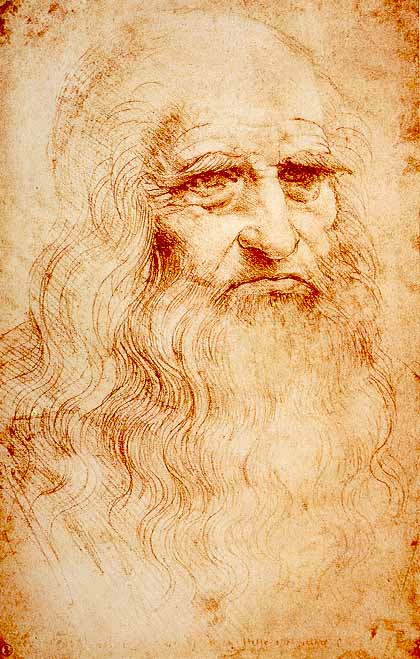
Autoprotrait de Léonard de Vinci.
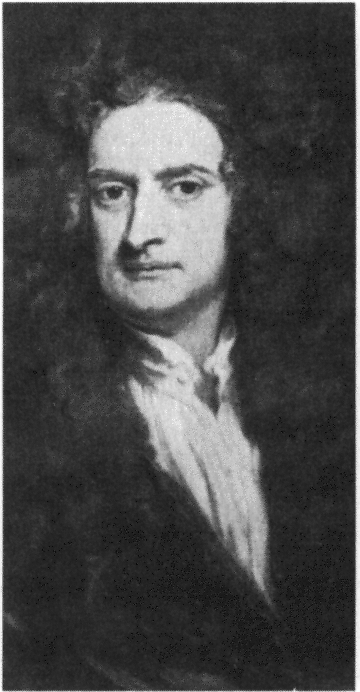
Isaac Newton.
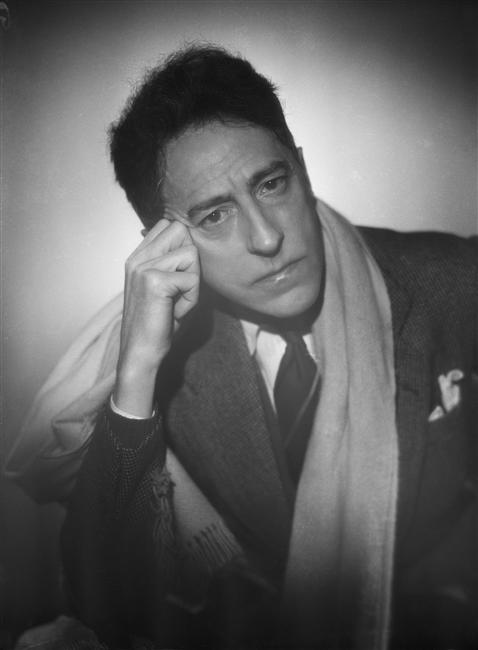
Jean Cocteau.

Le Prieuré de Sion est supposément dirigé par un « Nautonnier », ce qui signifie grand maître dans la nomenclature intérieure ésotérique du Prieuré.
La liste suivante des grands maîtres provient de l'appendice de L'Énigme sacrée, présenté comme étant issue des  Dossiers secrets d'Henri Lobineau compilés en 1967 par Plantard sous le nom de plume de Philippe Toscan du Plantier en 1967. Tous ceux qui sont nommés sur cette liste étaient morts avant cette date. Tous sauf deux figurent également sur la liste des imperators présumés (chefs suprêmes) et des « membres distingués » de l'Ancien et mystique ordre de la Rose-Croix qui circulaient en France à l'époque où Plantard était en contact avec cet ordre rosicrucien. La plupart des prétendus grands maîtres ont en commun d'être connus pour s'être intéressés à l'occultisme ou à l'hérésie.
Les Dossiers Secrets d'Henri Lobineau ont affirmé que le Prieuré de Sion et les Templiers ont toujours partagé le même grand maître jusqu'à ce qu'un schisme se produise en 1188. À la suite de cet événement, les grands maîtres du Prieuré de Sion sont énumérés comme suit :
1. Jean de Gisors (1188-1220)
2. Marie de Saint-Clair (1220-1266)
3. Guillaume de Gisors (1266-1307)
4. Édouard de Bar (1307–1336)
5. Jeanne de Bar (1336–1351)
6. Jean de Saint-Clair (1351–1366)
7. Blanche d'Évreux (1366–1398)
8. Nicolas Flamel (1398–1418)
9. René d'Anjou (1418–1480)
10. Iolande de Bar (1480-1483)
11. Sandro Botticelli (1483-1510)
12. Léonard de Vinci (1510-1519)
13. Connétable de Bourbon (1519-1527)
14. Ferrante Gonzaga (1527–1575)
15. Louis de Nevers (1575–1595)
16. Robert Fludd (1595–1637)
17. Johann Valentin Andreae (1637-1654)
18. Robert Boyle (1654-1691)
19. Isaac Newton (1691–1727)
20. Charles Radclyffe (1727–1746)
21. Charles de Lorraine (1746–1780)
22. Maximilien de Lorraine (1780-1801)
23. Charles Nodier (1801–1844)
24. Victor Hugo (1844–1885)
25. Claude Debussy (1885–1925)
26. Jean Cocteau (1925-1963)

Un document ultérieur, Le cercle d'Ulysse, identifie François Ducaud-Bourget, un prêtre catholique traditionaliste avec qui Plantard avait travaillé comme personnel d'entretien d'une église pendant la Seconde Guerre mondiale, comme le grand maître après la mort de Jean Cocteau. Plantard lui-même est ensuite identifié comme le prochain grand maître.
Lorsqu'il fut démontré par des chercheurs français que Les Dossiers Secrets étaient une falsification, Plantard est resté silencieux.
Lors de sa nouvelle tentative, en 1989, de faire revivre le Prieuré de Sion, Plantard a cherché à prendre ses distances avec la première liste discréditée. Il publia une deuxième liste des grands maîtres du Prieuré qui incluait les noms du défunt Roger-Patrice Pelat et son propre fils Thomas Plantard :
1. Jean-Tim Negri d'Albes (1681–1703)
2. François d'Hautpoul (1703–1726)
3. André Hercule de Fleury (1726–1766)
4. Charles Alexandre de Lorraine (1766–1780)
5. Maximilien-François d'Autriche (1780–1801)
6. Charles Nodier (1801–1844)
7. Victor Hugo (1844–1885)
8. Claude Debussy (1885–1918)
9. Jean Cocteau (1918–1963)
10. François Ducaud-Bourget (1963–1969)
11. John Drick (1969–1981)
12. Pierre Plantard (1981-1984)
13. Philippe de Chérisey (1984–1985)
14. Roger-Patrice Pelat (1985–1989)
15. Pierre Plantard (1989)
16. Thomas Plantard (1989-1990)
17. Pablo Norberto (1990)[31]

En 1993, Plantard a reconnu que les deux listes étaient frauduleuses lorsqu'il a été entendu par un juge d'instruction lors de l'enquête sur la mort de Roger-Patrice Pelat,.

### L'Énigme sacrée

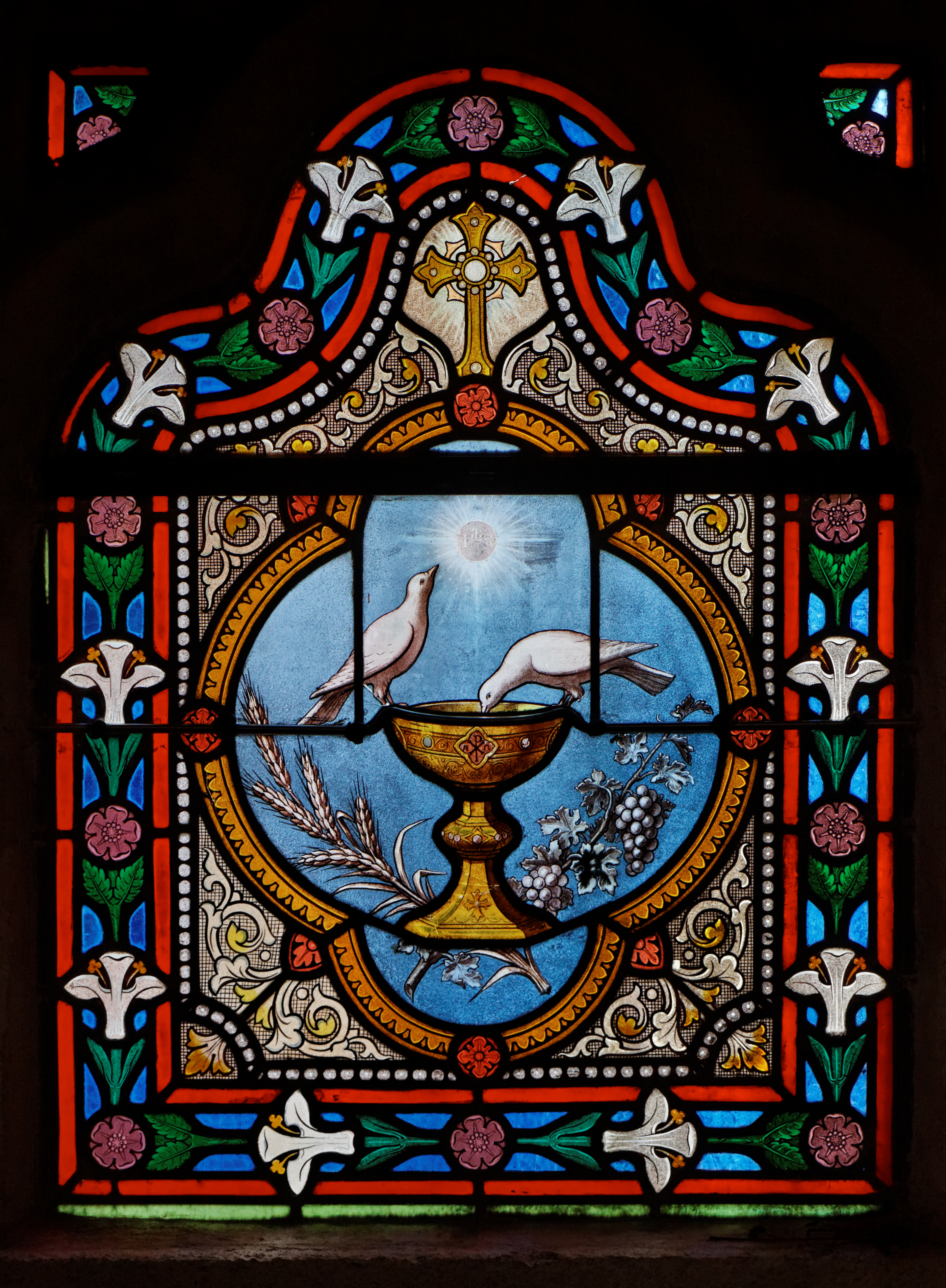
Le Graal sur un vitrail de la cathédrale de Quimper.
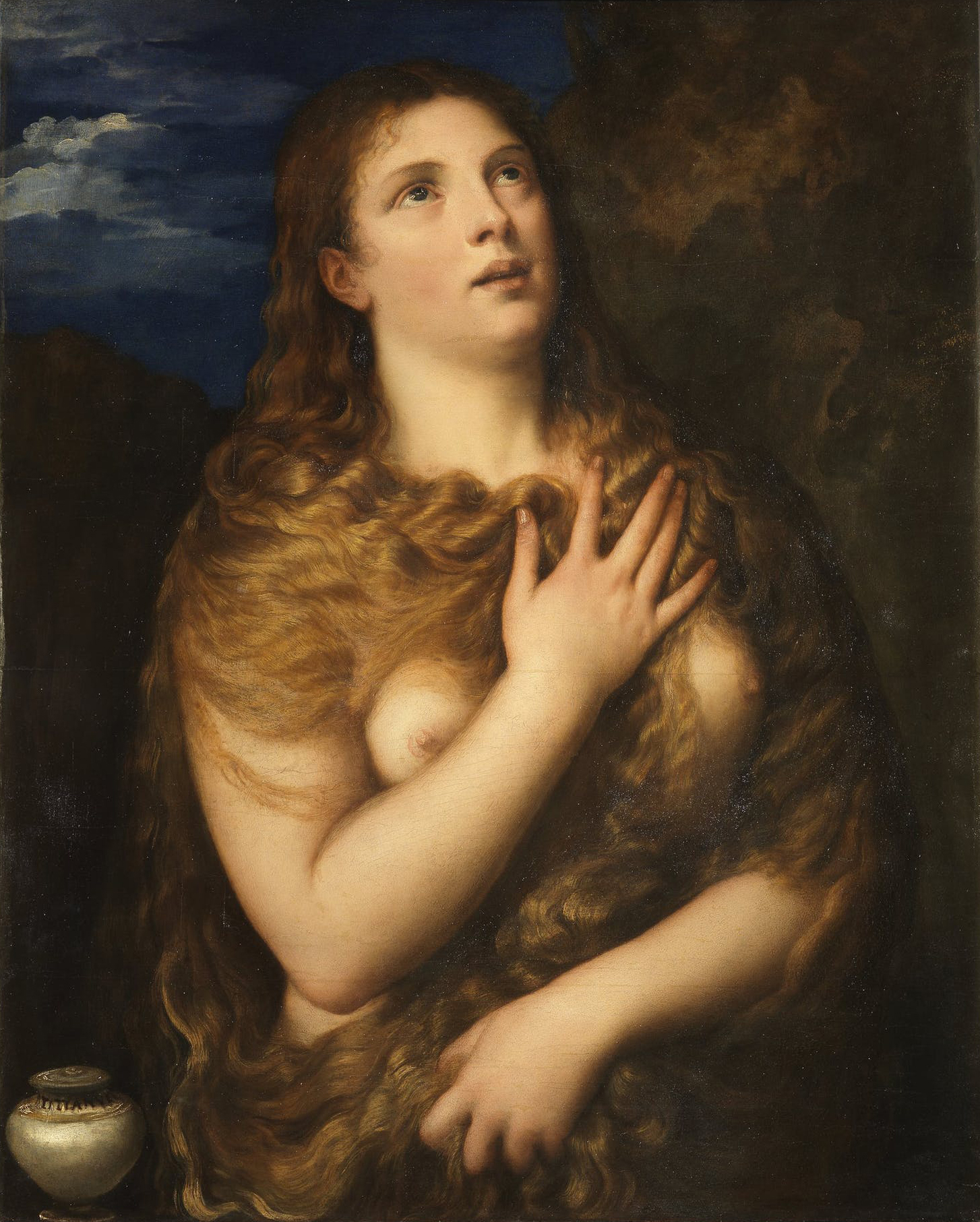
Marie Madeleine pénitente par le Titien.
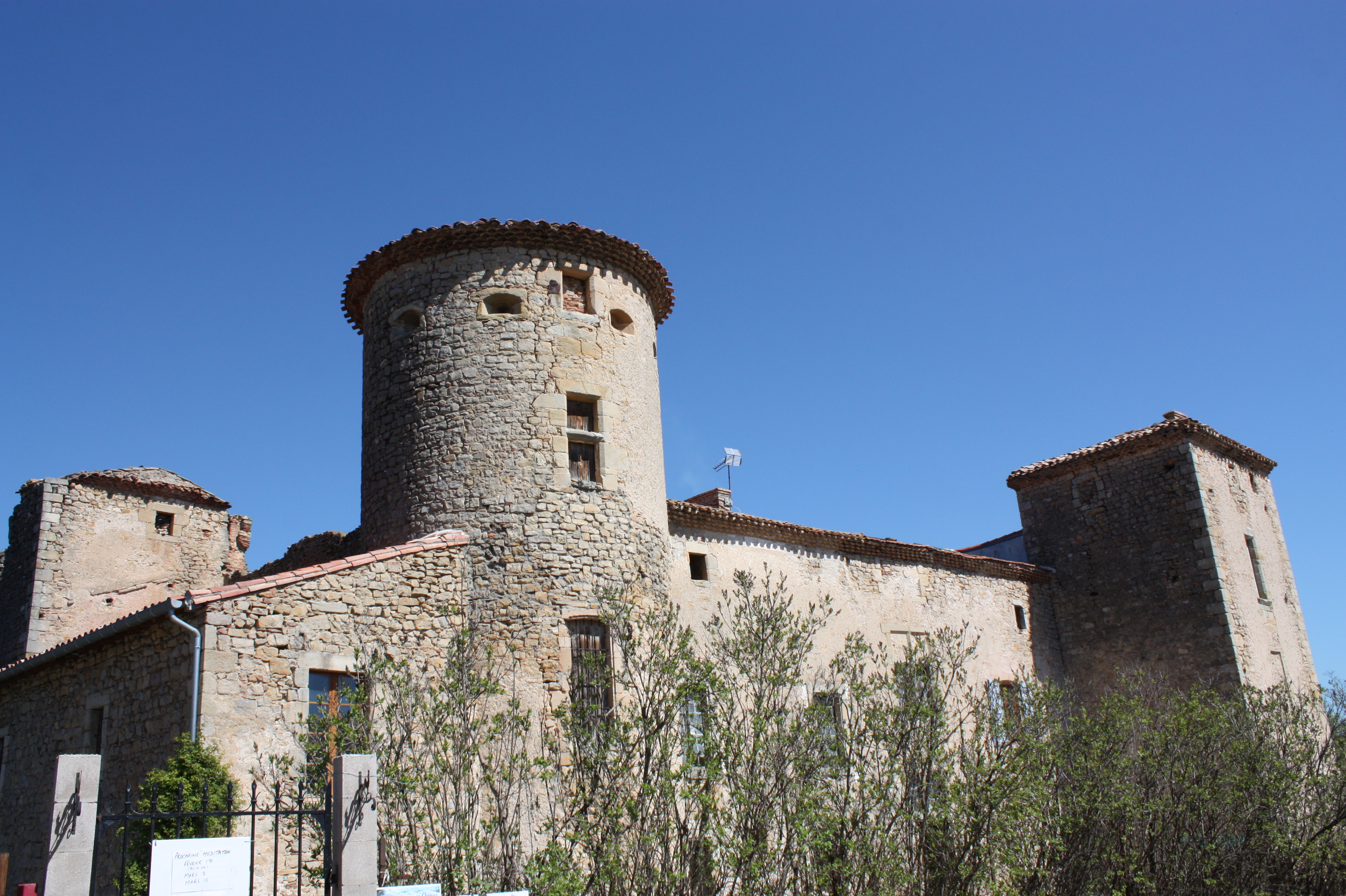
Château de Rennes-le-Château.

En 1969, l'écrivain britannique Henry Lincoln est intrigué après avoir lu Le Trésor Maudit de Rennes-le-Château de Gérard de Sède et y avoir découvert un supposé message crypté. Il y voit une possible allusion à la tombe et au sanctuaire de Sigebert IV, un supposé fils de Dagobert II inventé par Plantard, qui prouverait non seulement que la dynastie mérovingienne ne s'est pas terminée avec la mort du roi, mais que le Prieuré de Sion a reçu mission de protéger ses reliques comme un trésor.
Après avoir lu Le Trésor Maudit, Lincoln persuade la BBC Two d'y consacrer trois documentaires dans la série Chronicle,,.
Dans les années 1980, Lincoln s'associe avec Michael Baigent et Richard Leigh pour de nouvelles recherches. Cela les conduits à prendre connaissance des Dossiers secrets d'Henri Lobineau à la Bibliothèque nationale de France, alléguant des centaines d'années d'histoire médiévale. Ne sachant pas que ces documents étaient des faux, ils les utilisent comme source principale pour écrire, en 1982, leur livre L’Énigme sacrée (The Holy Blood and the Holy Grail) dans lequel ils ont présenté ces mythes comme des faits avérés pour soutenir leur théorie :
- Il existe une société secrète connue sous le nom de Prieuré de Sion qui a une longue histoire remontant à 1099 et dont des personnages illustres comme Léonard de Vinci ou Isaac Newton avaient été les grands maitres.
- Cette société secrète a créé l'ordre du Temple comme son bras armé et sa branche financière.
- Son but est la restauration de la dynastie mérovingienne parce qu'ils sont selon elle les descendants en ligne directe de Jésus-Christ et de sa supposée femme Marie-Madeleine.
- Le Saint-Graal ou Sang Real est en même temps l'utérus de Marie-Madeleine et sa descendance.

Des auteurs comme Franck Marie, Pierre Jarnac,, Jean-Luc Chaumeil et plus récemment Marie-France Etchegoin et Frédéric Lenoir en 2004, n'ont jamais considéré Plantard et le prieuré de Sion aussi sérieusement que Lincoln, Baigent et Leigh. Ils ont finalement tous conclu que le Prieuré de Sion était une imposture et une mystification, décrivant en détail les raisons de leurs positions et donnant des preuves détaillées.
Les historiens et les érudits ayant étudié le sujet contestent la thèse de l'assimilation du Holy Blood (Sang Real) et du Holy Grail (le Saint-Graal).

#### The Messianic Legacy
À la suite de la parution des premières études contestant leurs conclusions, Lincoln, Baigent et Leigh répondent en écrivant en 1986 un nouveau livre, une suite à The Holy Blood and the Holy Grail : The Messianic Legacy. Les auteurs affirment que le Prieuré de Sion n'est pas seulement la cabale archétypale mais un référentiel idéal de l'héritage culturel du messianisme juif pouvant mettre fin à la crise de la signification dans le monde occidental en fournissant un roi sacré mérovingien comme une figure messianique dans laquelle l'Occident et, par extension, l'humanité peut placer sa confiance.
Plantard ayant démissionné du titre de grand maître du Prieuré de Sion en 1984, les auteurs sont conduits à y voir la conséquence d'une lutte de pouvoir interne entre Plantard et un contingent anglo-américain ainsi que d'une campagne contre Plantard dans la presse et des livres écrits par des sceptiques.
Bien que Lincoln, Baigent et Leigh restent convaincus que l'histoire pré-1956 du Prieuré de Sion soit vraie, ils avouent la possibilité que toutes les revendications de Plantard sur un Prieuré de Sion post-1956 font partie d'une mystification élaboré dans les cercles ésotéristes et monarchistes français.

## Prolongements

### Nouvelles tentatives de Plantard
En 1989, Plantard a essayé, sans réussir, de sauver sa réputation. Il se présente en mystagogue dans les cercles ésotériques en prétendant maintenant que le Prieuré de Sion avait été fondé en 1681 à Rennes-le-Château. Il était davantage axé sur l'exploitation du pouvoir paranormal des ley lines ou sunrise lines et d'un promontoire appelé « Roc Noir » que d'installer un prétendant mérovingien sur le trône restauré de la France.

### Affaire Pelat

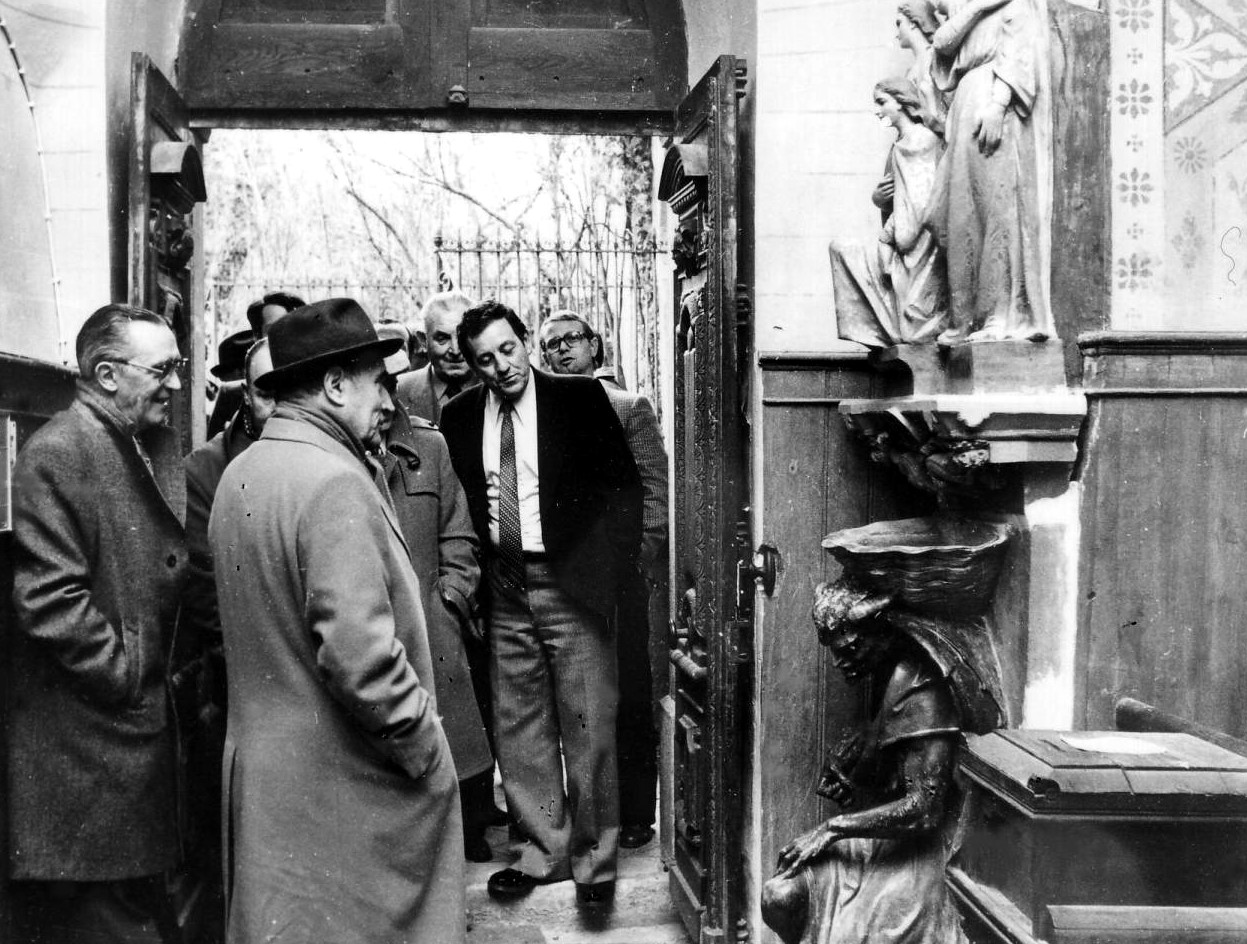
Roger-Patrice Pelat avec François Mitterrand lors de sa visite à Rennes-le-Château, le 2 mars 1981.

En septembre 1993, après le jugement en première instance dans l'affaire Pechiney-Triangle, il avait été porté à l'attention du juge d'instruction que Roger-Patrice Pelat, accusé mais non jugé car décédé en mars 1989, avait été un grand maître d'une société secrète appelée le Prieuré de Sion. Le nom de Pelat avait été ajouté sur la deuxième liste des grands maîtres par Plantard après sa mort.
Pelat ayant été un ami personnel de François Mitterrand, ils avaient visité ensemble Rennes-le-Château, le 2 mars 1981, peu de temps avant son élection comme président de la République, le juge ne pouvait pas rejeter les informations portées à son attention sur l'affaire. Il ordonne alors un complément d'instruction et une perquisition au domicile de Plantard qui a permis de découvrir toute une série de faux documents que Plantard admit sous serment avoir tous fabriqués y compris la participation de Pelat au Prieuré de Sion.

### The Da Vinci Code

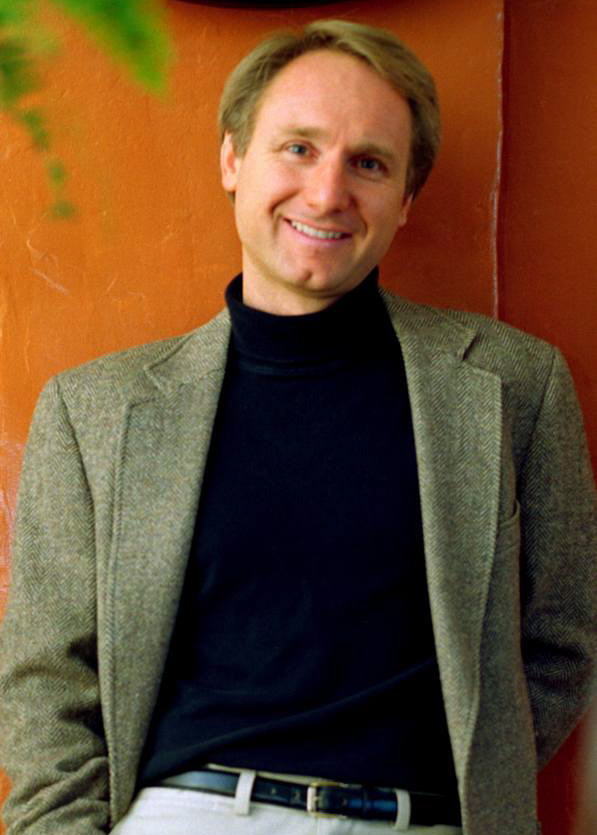
Dan Brown.
Sceau de l'Opus Dei.
Blason de l'ordre souverain de Malte.
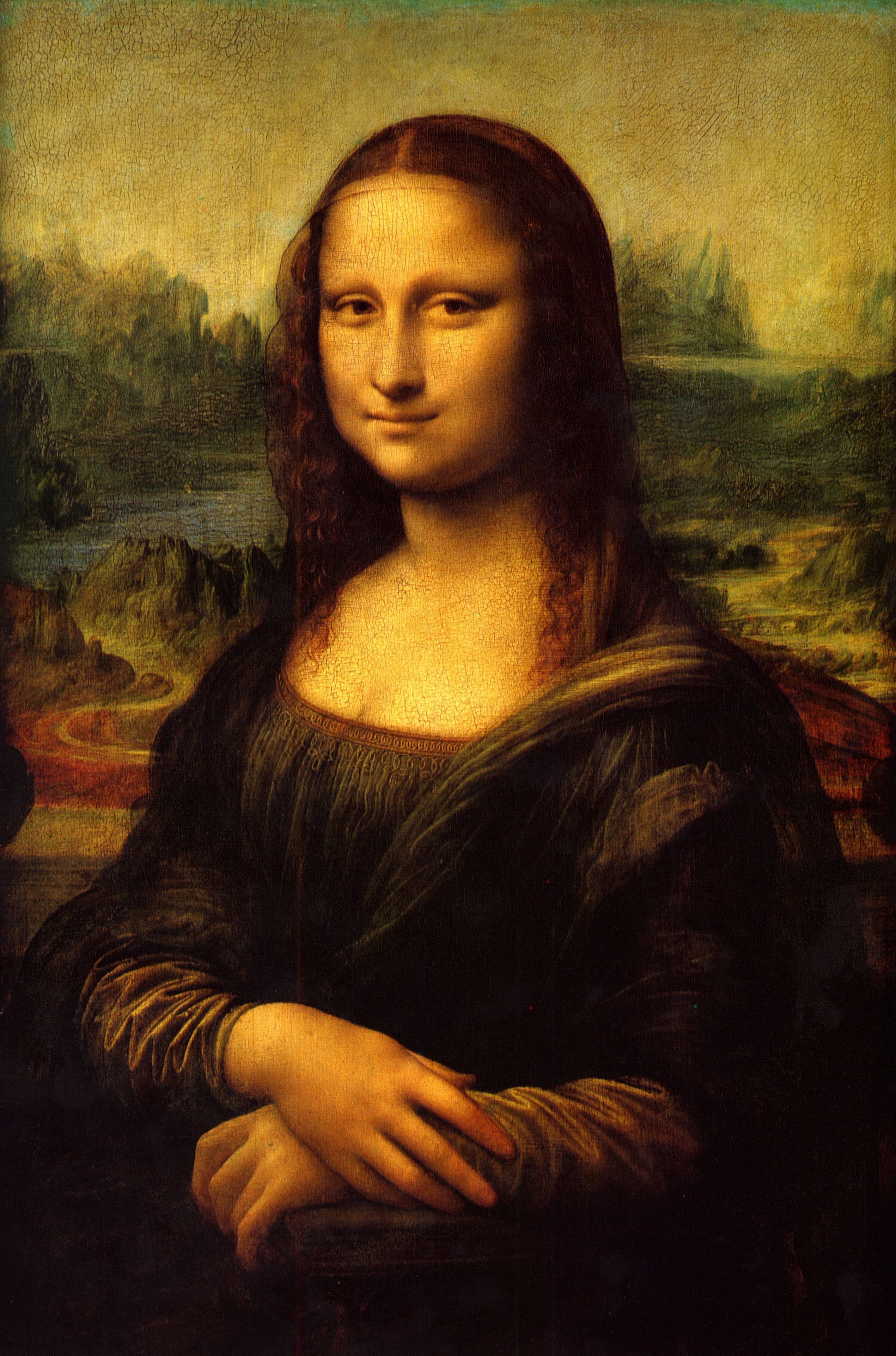
La Joconde.

En 2003, Dan Brown fait paraître son quatrième roman, Da Vinci Code. Le livre est largement inspiré par L'Énigme sacrée, l'essai publié en 1982 par les trois journalistes britanniques Henry Lincoln, Michael Baigent et Richard Leigh (qui lui intenteront sans succès un procès en plagiat). Le roman de Dan Brown relance l’intérêt du public pour, entre autres, la version pré-1956 du Prieuré de Sion.
Dans leur livre, les auteurs de L’Énigme sacrée suggèrent qu'il existait un conflit entre le Prieuré de Sion et l'ordre souverain de Malte héritier de l'ordre de Saint-Jean de Jérusalem. Ils émettent l'idée, avérée, d'une opposition entre les Templiers et les Hospitaliers pendant les Croisades. Cependant, pour le ressort dramatique du Da Vinci Code, Brown a préféré un conflit entre l’Opus Dei, une prélature catholique controversée, et le Prieuré de Sion.
Dans le roman de Brown, l’Opus Dei s'oppose au Prieuré pour sauvegarder l’Église catholique alors que le Prieuré doit sauvegarder la descendance de Jésus-Christ et de Marie-Madeleine.

### The Sion Revelation
En 2006, Lynn Picknett et Clive Prince publient à leur tour un essai pseudohistorique sur  Plantard et le Prieuré de Sion : The Sion Revelation. Picknett et Prince admettent que l'histoire pré-1956 du Prieuré était bien une mystification créée par Plantard et que son affirmation selon laquelle il était un dynaste mérovingien était un mensonge. Mais ils insistent sur le fait que cela serait un procédé de narration destiné à égarer le lecteur des véritables prétentions cachées de Plantard.
Ils font valoir que le Prieuré de Sion était une organisation de façade pour l'une des nombreuses sociétés crypto-politiques qui se sont engagées à créer les États-Unis d'Europe en ligne avec la vision occulte synarchique d'Alexandre Saint-Yves d'Alveydre d'une forme idéale de gouvernement.